# Богомаз Назарій Петрович
Назарій Петрович Богомаз (нар. 12 січня 2000) — український футболіст, півзахисник ФК «Ужгород».

## Життєпис
Футбольну кар'єру розпочав у сезоні 2016/17 років в складі аматорського «Рубежа» (Любомль), за який зіграв 1 матч. Наступного сезону прийняв запрошення «Волині». У футболці першої команди лучан дебютував 20 жовтня 2017 року в програному (0:2) домашньому поєдинку 18-о туру Першої ліги проти чернігівської «Десни». Назарій вийшов на поле на 51-й хвилині, замінивши Олега Марчука. У сезоні 2018/19 років виходив на поле в матчах плей-оф за право виходу до Прем'єр-ліги проти львівських «Карпат».